# Den Særlige Pensionsopsparing
I 1998 indførte Nyrup-regeringen Den Midlertidige Pensionsopsparing ved et tvunget bidrag på 1 % af lønnen. I 1999 blev det vedtaget at gøre denne opsparing permanent under navnet SP – Den Særlige Pensionsopsparing. Særlig Pensionsopsparing omfatter alle lønmodtagere, der arbejdede i perioden 1998-2003. Den Særlige Pensionsopsparing blev suspenderet i 2004 og endeligt ophævet i slutningen af 2009. Folk kunne derefter hæve det beløb, der stod på deres SP-konto. 

## Indbetaling 1998-2001
I de første 4 år besluttede Nyrup-regeringen, at de 1 % af lønnen skulle omfordeles, så alle fik lige meget ind på kontoen uanset størrelsen af indbetalingen. Denne omfordeling blev ophævet i 2002. 
- Eksempel 1: Indtægt 1 år: 800.000 kr. 1 % = 8.000 kr. Dette beløb blev så reduceret med 5.500 kr., således at kun 2.500 kr. blev indsat på SP-konto.
- Eksempel 2. Indtægt 1 år 120.000 kr. 1 % = 1.200 kr. Dette blev så forhøjet med af staten med 1.300,- kr. og 2.500 kr. indsat på SP-konto.

## Indbetaling 2002-2003
De sidste 2 år besluttede Fogh-regeringen at ophæve den sociale fordeling.
- Eksempel 1: Indtægt 1 år: 800.000 kr. 1 % = 8.000 kr. blev indsat på SP-konto.
- Eksempel 2. Indtægt 1 år 120.000 kr. 1 % = 1.200 kr. blev indsat på SP-konto.

Et typisk indestående 2008 for en gennemsnitsindtægt kunne derfor være 15.000 kr.

## Udbetaling
Den Særlige Pensionsopsparing kan udbetales i rater over 10 år ved folkepensionistalderen 65-67 år.

## Skattereform 2009
Ved skattereformen i 2009 blev ordningen ophævet, og indestående kunne derefter udbetales og konto lukkes. Beskatningen af hævede indskud udgør 35 pct. af de første 15.000 kr. og 50 pct. af resten. Et typisk beløb til udbetaling 1. juni 2009 kunne derfor være ca. 10.000 kr.